# Botón de ancla (película de 1948)
Botón de ancla es una película española dirigida por Ramón Torrado en 1948. El guion fue obra de José Luis de Azcárraga, oficial de la Armada que fue profesor de la Escuela Naval Militar. El filme fue objeto de un remake, con el mismo título, protagonizado por los integrantes del Dúo Dinámico. En 1974, el propio Torrado dirigiría otro remake titulado Los caballeros del botón de ancla.

## Argumento
Carlos, José Luis y Enrique (conocidos como la Trinca del Botón de Ancla) son tres amigos y compañeros en la Escuela Naval de Marín (Pontevedra), que se enfrentan, después de años de amistad, por causa de una mujer. Sólo la muerte de uno ellos les hará reflexionar sobre sus diferencias.
- Datos: Q11680276